# 汉中东塔
汉中东塔位于陕西省汉中市汉台区东关东塔小学院内（原为净明寺故址），1957年被列为第二批陕西省文物保护单位，2013年被列为第七批全国重点文物保护单位。
汉中东塔形制似唐代古塔，1953年维修时在塔顶发现铁狮子一对，上铸有“庆元四年洋州城西街李子照谨舍”，说明该塔的建造年代不晚于南宋庆元四年（1198年）。东塔为方形单层密檐式砖塔，高15米，原为十三层，1953年维修时去除已坍塌的最上两层，改为十一层。底层高4.37米，宽3.3米。